# Абадетешк
Абадетешк (перс. آباده طشک‎) — небольшой город на юге Ирана, в провинции Фарс. Административный центр шахрестана Бехтеган. По данным переписи, на 2006 год население составляло 6213 человек.

## География
Город находится в восточной части Фарса, в горной местности юго-восточного Загроса, на высоте 1595 метров над уровнем моря.
Абаде-Ташк расположен на расстоянии приблизительно 115 километров к востоку-северо-востоку (ENE) от Шираза, административного центра провинции и на расстоянии 680 километров к юго-юго-востоку (SSE) от Тегерана, столицы страны.